# Sekou Sylla
Pour les articles homonymes, voir Sylla (homonymie).
Sekou Sylla né le 9 janvier 1999 à Schiedam aux Pays-Bas, est un footballeur international guinéen qui joue au poste d'arrière gauche à l'ADO La Haye.

## Biographie

### En club
Sekou Sylla est né 9 janvier 1999 à Schiedam, aux Pays-Bas, de parents guinéens.
Il commence sa carrière à l'Excelsior Maassluis avant de signer un contrat au TOP Oss à l'été 2021.
Il est ensuite transféré gratuitement en Eredivisie au club du SC Cambuur, où il signe un contrat de 18 mois.

## Équipe nationale
Né aux Pays-Bas, Sylla est originaire de la Guinée.
Le 10 mars 2022, il est convoqué pour la première fois avec l'équipe de Guinée par Kaba Diawara. Il honore sa première sélection le 25 mars 2022 contre l'Afrique du Sud.